# Myrmeleon bore
Myrmeleon bore là một loài côn trùng trong họ Myrmeleontidae thuộc bộ Neuroptera. Loài này được Tjeder miêu tả năm 1941.